# Raphionacme procumbens
Raphionacme procumbens är en oleanderväxtart som beskrevs av Rudolf Schlechter. Raphionacme procumbens ingår i släktet Raphionacme och familjen oleanderväxter. Inga underarter finns listade i Catalogue of Life.